# Ранчо Бесаро (Сан Пабло Уистепек)
Ранчо Бесаро (шп. Rancho Besaro) насеље је у Мексику у савезној држави Оахака у општини Сан Пабло Уистепек. Насеље се налази на надморској висини од 1500 м.

## Становништво
Према подацима из 2005. године у насељу је живело 5 становника.

### Хронологија
| Година       | 2000      | 2005 |
| ------------ | --------- | ---- |
| Становништво | 8 (5 / 3) | 5    |

### Попис
| # | Индикатор                        | Вредност |
| - | -------------------------------- | -------- |
| 1 | Укупно појединачних домаћинстава | 1        |